# 蘭道夫縣 (西維吉尼亞州)
蘭道夫縣（英語：Randolph County）是美国西維吉尼亞州東部的一個縣，面積2,693平方公里，是全州面積最大的縣。根據2020年美國人口普查，共有人口27,932人。縣治埃爾金斯（Elkins）。該縣成立於1786年10月，紀念曾任維珍尼亞州州長、美国国务卿及第一任聯邦司法部長的埃德蒙·伦道夫（Edmund Jennings Randolph）。